# Itabuna
Itabuna è una città del Brasile nello Stato di Bahia, parte della mesoregione del Sul Baiano e della microregione di Ilhéus-Itabuna.
In passato è stata una delle capitali del cacao; oggi è un importante centro industriale e di commerci in continuo sviluppo, congiuntamente alla vicina città costiera di Ilhéus.